# Candice Fox
Pour les articles homonymes, voir Fox.
Œuvres principales
- Série Frank Bennett et Eden Archer
- Série Ted Conkaffey
- Série Détective Harriet Blue

Candice Fox, née en 1985 à Bankstown dans la Nouvelle-Galles du Sud, en Australie, est une femme de lettres australienne, auteure de roman policier.

## Biographie
Candice Fox passe une brève période dans la Royal Australian Navy avant d'étudier et d'enseigner au niveau universitaire. Elle donne des cours de littérature à l'université de Notre-Dame d'Australie à Sydney.
En 2014, elle publie son premier roman, Hades avec lequel est lauréate du prix Ned-Kelly 2014 du meilleur premier roman. C'est le premier volume d'une série consacrée à Frank Bennett et Eden Archer, deux détectives criminels à Sydney.
En 2015, elle commence à collaborer sur une série de romans avec James Patterson.
En 2017, avec Crimson Lake, elle débute une nouvelle série mettant en scène Ted Conkaffey, un détective de Sydney accusé mais non reconnu coupable de meurtre qui se retire au nord des zones humides infestées de crocodiles de Crimson Lake en Australie.

## Œuvres

### SérieFrank Bennett et Eden Archer
1. Hadès, Michel Lafon, 2017 ((en) Hades, 2014)  (ISBN 978-2-7499-2940-8)
2. Eden, Michel Lafon, 2017 ((en) Eden, 2014)  (ISBN 978-2-7499-2941-5)
3. Fall, Michel Laffont, 2018 ((en) Fall, 2015)  (ISBN 978-2-7499-2942-2)

### SérieTed Conkaffey
1. (en) Crimson Lake, 2017
2. (en) Redemption Point, 2018
3. (en) Gone by Midnight, 2019

### SérieDétective Harriet Blue
Cette série est coécrite avec James Patterson.
1. Plus jamais, L'Archipel, 2019 ((en) Never Never, 2016)
2. Pile ou Face, L'Archipel, 2020 ((en) Fifty Fifty, 2017)
3. Tu mens ? Tu meurs !, L'Archipel, 2021 ((en) Liar Liar, 2018)
4. (en) Hush, 2020

### Romans indépendants
- (en) Something So Dark, 2020
- (en) Gathering Dark, 2020
- (en) Two Sisters Detective Agency, 2021Écrit avec James Patterson.
- (en) The Chase, 2022

## Prix et nominations

### Prix
- Prix Ned-Kelly 2014 du meilleur premier roman pour Hades[1]
- Prix Ned-Kelly 2015 du meilleur roman pour Eden[1]
- Prix Ned-Kelly 2022 du meilleur roman pour The Chase[1]

### Nominations
- Davitt Award (en) 2015 du meilleur premier roman pour Hades[2]
- Prix Ned-Kelly 2016 du meilleur roman pour Fall[1]
- Davitt Award 2016 du meilleur premier roman pour Fall[3]
- Prix Ned-Kelly 2017 du meilleur roman pour Crimson Lake[1]
- Prix Ned-Kelly 2017 du meilleur roman pour Redemption Point[1]
- Prix Ned-Kelly 2019 du meilleur roman pour Gone by Midnight[1]
- Prix Ned-Kelly 2021 du meilleur roman pour Gathering Dark[1]